# Batalha de Fairfax Court House (junho de 1861)
A Batalha de Fairfax Court House foi o primeiro confronto da Guerra Civil Americana com baixas fatais.
Em 15 de abril de 1861, um dia depois que o Exército dos Estados Unidos entregou Fort Sumter no porto de Charleston, Carolina do Sul às forças confederadas, o presidente Abraham Lincoln convocou 75.000 voluntários para recuperar propriedade federal e suprimir a rebelião iniciada pelos sete estados do Sul Profundo que haviam formado os Estados Confederados da América (Confederação).  Quatro Estados do Sul Superior, incluindo a Virgínia, recusaram-se a fornecer tropas para este fim e iniciaram o processo de secessão da União com a intenção de se juntar à Confederação. Em 17 de abril, a Convenção de Secessão da Virgínia começou em Richmond, Virgínia com o propósito de considerar a secessão da Virgínia. A maioria dos delegados imediatamente aprovou uma portaria de secessão e autorizou o governador a convocar voluntários para se juntarem às forças militares da Virgínia para defender o Estado contra a ação militar federal. O governador da Virgínia John Letcher nomeou Robert E. Lee como comandante-em-chefe do exército e das forças da Marinha da Virgínia em 22 de abril, na nota do major-general. Em 24 de abril, a Virgínia e os Estados Confederados concordaram que as forças da Virgínia estariam sob a direção geral do Presidente confederado enquanto aguardavam a conclusão do processo de adesão da Virgínia aos Estados Confederados. Essas ações efetivamente tiraram a Virgínia da União, apesar do agendamento de uma votação popular sobre a questão da secessão para 23 de maio,.

O voto popular de 23 de maio ratificou a secessão da Virgínia. O governador da Virgínia Letcher emitiu uma proclamação oficialmente transferindo as forças da Virgínia para a Confederação em 6 de junho.. O Major General Lee, como comandante das forças do Estado, emitiu uma ordem em cumprimento à proclamação em 8 de junho.